# Gran Premi de Corea del 2011
El Gran Premi de Corea de Fórmula 1 de la temporada 2011 s'ha disputat al Circuit de Yeongam, del 14 al 16 d'octubre del 2011.

## Classificacions

### Resultats de la qualificació
| Pos                                    | No | Pilot              | Constructor          | Part 1      | Part 2   | Part 3   | Sortida |
| -------------------------------------- | -- | ------------------ | -------------------- | ----------- | -------- | -------- | ------- |
| 1                                      | 3  | Lewis Hamilton     | McLaren-Mercedes     | 1:37.525    | 1:36.526 | 1:35.820 | 1       |
| 2                                      | 1  | Sebastian Vettel   | Red Bull-Renault     | 1:39.093    | 1:37.285 | 1:36.042 | 2       |
| 3                                      | 4  | Jenson Button      | McLaren-Mercedes     | 1:37.929    | 1:37.302 | 1:36.126 | 3       |
| 4                                      | 2  | Mark Webber        | Red Bull-Renault     | 1:39.071    | 1:37.292 | 1:36.468 | 4       |
| 5                                      | 6  | Felipe Massa       | Ferrari              | 1:38.670    | 1:37.313 | 1:36.831 | 5       |
| 6                                      | 5  | Fernando Alonso    | Ferrari              | 1:38.393    | 1:37.352 | 1:36.980 | 6       |
| 7                                      | 8  | Nico Rosberg       | Mercedes             | 1:38.426    | 1:37.892 | 1:37.754 | 7       |
| 8                                      | 10 | Vitali Petrov      | Renault              | 1:38.378    | 1:38.186 | 1:38.124 | 8       |
| 9                                      | 15 | Paul di Resta      | Force India-Mercedes | 1:38.549    | 1:38.254 | no time  | 9       |
| 10                                     | 14 | Adrian Sutil       | Force India-Mercedes | 1:38.789    | 1:38.219 | no time  | 10      |
| 11                                     | 19 | Jaume Alguersuari  | Toro Rosso-Ferrari   | 1:39.392    | 1:38.315 |          | 11      |
| 12                                     | 7  | Michael Schumacher | Mercedes             | 1:38.502    | 1:38.354 |          | 12      |
| 13                                     | 18 | Sébastien Buemi    | Toro Rosso-Ferrari   | 1:39.352    | 1:38.508 |          | 13      |
| 14                                     | 16 | Kamui Kobayashi    | Sauber-Ferrari       | 1:39.464    | 1:38.775 |          | 14      |
| 15                                     | 9  | Bruno Senna        | Renault              | 1:39.316    | 1:38.791 |          | 15      |
| 16                                     | 12 | Pastor Maldonado   | Williams-Cosworth    | 1:39.436    | 1:39.189 |          | 16      |
| 17                                     | 17 | Sergio Pérez       | Sauber-Ferrari       | 1:39.097    | 1:39.443 |          | 17      |
| 18                                     | 11 | Rubens Barrichello | Williams-Cosworth    | 1:39.538    |          |          | 18      |
| 19                                     | 20 | Heikki Kovalainen  | Lotus-Renault        | 1:40.522    |          |          | 19      |
| 20                                     | 21 | Jarno Trulli       | Lotus-Renault        | 1:41.101    |          |          | 20      |
| 21                                     | 24 | Timo Glock         | Virgin-Cosworth      | 1:42.091    |          |          | 21      |
| 22                                     | 25 | Jérôme d'Ambrosio  | Virgin-Cosworth      | 1:43.483    |          |          | 22      |
| 23                                     | 23 | Vitantonio Liuzzi  | HRT-Cosworth         | 1:43.758    |          |          | 23      |
| Temps per la norma del 107% : 1:44.351 |    |                    |                      |             |          |          |         |
| 24                                     | 22 | Daniel Ricciardo   | HRT-Cosworth         | Sense temps |          |          | 24      |

Notes:
^1  – Daniel Ricciardo ha pogut disputar la cursa tot i no haver superat el temps de tall (107%) per haver-ho fet repetidament en els entrenaments lliures.

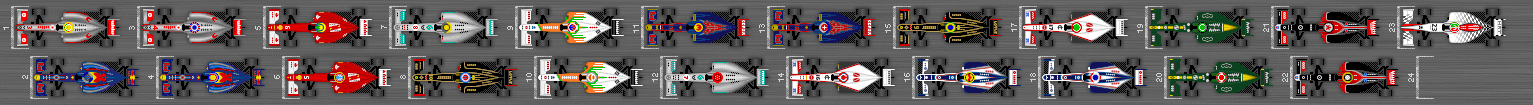
Graella de sortida després de la qualificació del GP.

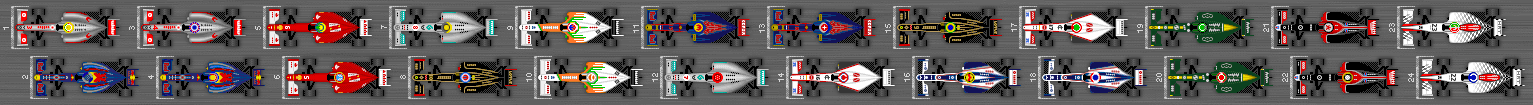
Graella de sortida del GP de Corea 2011.

### Cursa
| Pos | No | Pilot              | Constructor          | Voltes | Temps / Retirada | Pos.Sortida | Punts |
| --- | -- | ------------------ | -------------------- | ------ | ---------------- | ----------- | ----- |
| 1   | 1  | Sebastian Vettel   | Red Bull-Renault     | 55     | 1h 38' 01. 994   | 2           | 25    |
| 2   | 3  | Lewis Hamilton     | McLaren-Mercedes     | 55     | + 12.019 s       | 1           | 18    |
| 3   | 2  | Mark Webber        | Red Bull-Renault     | 55     | + 12.477 s       | 4           | 15    |
| 4   | 4  | Jenson Button      | McLaren-Mercedes     | 55     | + 14.694 s       | 3           | 12    |
| 5   | 5  | Fernando Alonso    | Ferrari              | 55     | + 15.689 s       | 6           | 10    |
| 6   | 6  | Felipe Massa       | Ferrari              | 55     | + 25.133 s       | 5           | 8     |
| 7   | 19 | Jaume Alguersuari  | Toro Rosso-Ferrari   | 55     | + 49.538 s       | 11          | 6     |
| 8   | 8  | Nico Rosberg       | Mercedes             | 55     | + 54.053 s       | 7           | 4     |
| 9   | 18 | Sébastien Buemi    | Toro Rosso-Ferrari   | 55     | + 1'02.762 min.  | 13          | 2     |
| 10  | 15 | Paul di Resta      | Force India-Mercedes | 55     | + 1' 03.602 min. | 9           | 1     |
| 11  | 14 | Adrian Sutil       | Force India-Mercedes | 55     | + 1' 11.229 min. | 10          |       |
| 12  | 11 | Rubens Barrichello | Williams-Cosworth    | 55     | + 1' 33.068 min. | 18          |       |
| 13  | 9  | Bruno Senna        | Renault              | 54     | + 1 Volta        | 15          |       |
| 14  | 20 | Heikki Kovalainen  | Lotus-Renault        | 54     | + 1 Volta        | 19          |       |
| 15  | 16 | Kamui Kobayashi    | Sauber-Ferrari       | 54     | + 1 Volta        | 14          |       |
| 16  | 17 | Sergio Pérez       | Sauber-Ferrari       | 54     | + 1 Volta        | 17          |       |
| 17  | 21 | Jarno Trulli       | Lotus-Renault        | 54     | + 1 Volta        | 20          |       |
| 18  | 24 | Timo Glock         | Virgin-Cosworth      | 54     | + 1 Volta        | 21          |       |
| 19  | 22 | Daniel Ricciardo   | HRT-Cosworth         | 54     | + 1 Volta        | 24          |       |
| 20  | 25 | Jérôme d'Ambrosio  | Virgin-Cosworth      | 54     | + 1 Volta        | 22          |       |
| 21  | 23 | Vitantonio Liuzzi  | HRT-Cosworth         | 52     | + 3 Voltes       | 23          |       |
| Ret | 12 | Pastor Maldonado   | Williams-Cosworth    | 30     | Embragatge       | 16          |       |
| Ret | 10 | Vitali Petrov      | Renault              | 16     | Col·lisió        | 8           |       |
| Ret | 7  | Michael Schumacher | Mercedes             | 15     | Col·lisió        | 12          |       |

### Classificació del mundial després de la cursa
| Pos | Pilot            | Punts |
| --- | ---------------- | ----- |
| 1   | Sebastian Vettel | 349   |
| 2   | Jenson Button    | 222   |
| 3   | Fernando Alonso  | 212   |
| 4   | Mark Webber      | 209   |
| 5   | Lewis Hamilton   | 196   |

| Pos | Constructor      | Punts |
| --- | ---------------- | ----- |
| 1   | Red Bull-Renault | 558   |
| 2   | McLaren-Mercedes | 418   |
| 3   | Ferrari          | 310   |
| 4   | Mercedes         | 127   |
| 5   | Renault          | 72    |

- Nota: Només s'inclouen els 5 primers de cada classificació. Per veure-la completa aneu a Temporada 2011 de Fórmula 1

## Altres
- Pole: Lewis Hamilton 1' 35. 820

- Volta ràpida: Sebastian Vettel 1' 39. 605 (a la volta 55)